# Švábi
Švábi (Blattodea) je řád hmyzu s celosvětovým rozšířením. Pro šváby je typické snadné zavlékání druhů do oblastí, kde se přímo nevyskytují, k čemuž dochází především obchodním loďstvem přepravujícím potraviny. Počet známých druhů švábů je asi 3 500, z toho v Česku se vyskytuje 5 druhů původních a 6 druhů zavlečených. Vývojově švábi patří k nejstarším skupinám létajícího hmyzu a předpokládá se, že v prakticky nezměněné podobě žijí už 350 milionů let. Švábi jsou býložravci i všežravci, zpravidla se živí rostlinnými zbytky, výjimečně loví i menší živočichy. Velikost zástupců této skupiny se pohybuje od pěti milimetrů do deseti centimetrů. Zajímavostí je, že naprostá většina švábů žijících ve volné přírodě jsou živočichové s denní aktivitou, zatímco synantropní druhy (žijící s lidmi) jsou zpravidla aktivní v noci. Švábi patří mezi dlouho žijící hmyz a dospělci některých druhů žijí čtyři roky.
Švábi mají překvapivě složité sociální chování, což spolu se specifickými adaptacemi trávicí soustavy umožnilo vývoj pravé sociality (eusociality) u významné vnitřní skupiny švábů: termitů.

## Název
Název pochází z německého názvu pro tento hmyz, Schaben, nesouvisí původně nijak se Švábskem (Schwaben). Ke stejnému rodu ale patří i zde rus domácí (Deutsche Schabe – tj. šváb německý), který je v Polsku nazýván Karaczan prusak (tj. šváb pruský), pro jeho rozšíření z Pruska do Ruska.

## Typické znaky

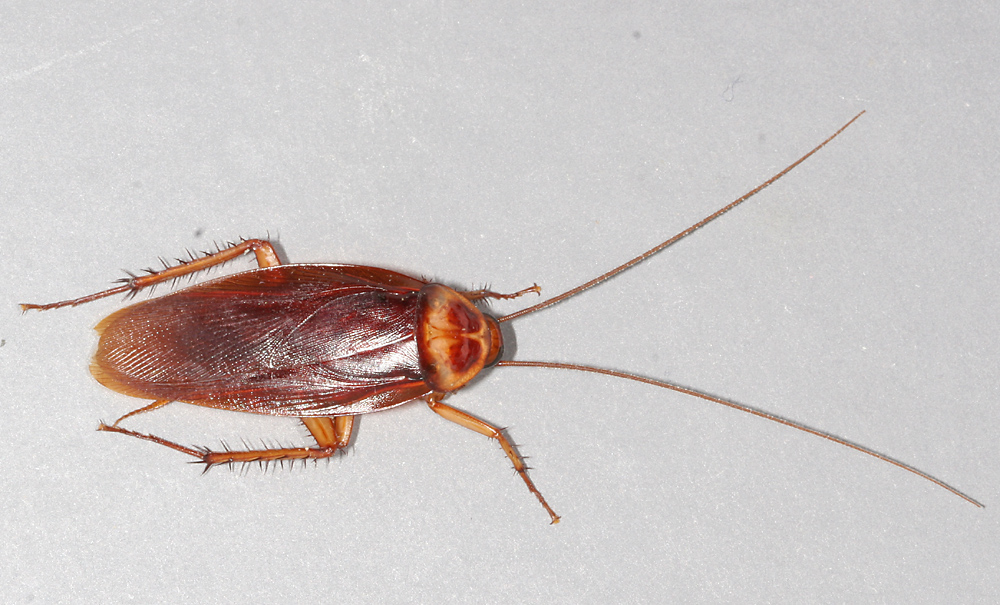
Šváb americký

Pro šváby je typické zploštělé tělo, které odpovídá typické hmyzí stavbě. Barevně jsou švábi zpravidla nevýrazní, tělo je nejčastěji hnědé, hnědočerné či nažloutlé - někteří tropičtí švábi však mají i výrazné barvy.
Zvláštností jsou dva článkované štěty (cerci), které jsou vyvinuty jako krátké článkované přívěsky na konci zadečku, u samců jsou navíc doplněny párem stylů. Na hrudi je nejnápadnější rozšířená předohruď, která přímo navazuje na hlavu. Křídla jsou složena ze dvou párů, se žilnatinou vytvářející síťovitou strukturu. Přední pár mívají plně vyvinut zpravidla pouze samci, u samic dochází k jeho zkrácení, výjimečně k úplné absenci. Tento pár křídel bývá tužší než druhý pár. Švábi nejsou dobrými letci a létají pouze na krátké vzdálenosti. Pro jejich pohyb jsou hlavní nohy, které jsou kráčivé a jsou velmi dobře vyvinuty. Nohy mají silné kyčle, jsou zploštělé, holeně jsou trnité a chodidlo je pětičlánkové. Toto uzpůsobení nohou umožňuje švábům velmi rychlý běh. Na hlavě je umístěn pár dlouhých nitkovitých tykadel složených z velkého množství článků. Ústní ústrojí je kousací a směřuje dolů. Švábi mají složené oči a očka, která zpravidla nebývají dokonale vyvinuta. Pro jejich orientaci jsou prioritní čichové receptory, které jsou umístěny na mnoha částech těla včetně pohlavních orgánů, jejich největší zastoupení nalezneme na tykadlech.
U pohlavního otvoru se nachází chitinové přívěsky ukryté pod podplodní chlopní.

## Rozmnožování

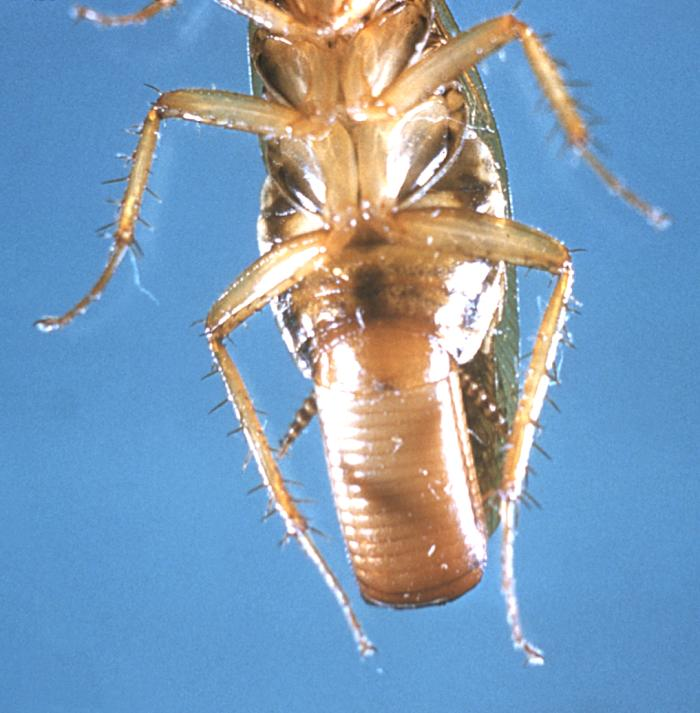
Samička Blatella germanica s ootékou

Švábi mají proměnu nedokonalou. Vyhledávání opačného pohlaví je ovlivňováno pouze čichem, samice tvoří feromony, samci pak afrodiziaka, která stimulují samice k rozmnožování. Kopulace je relativně dlouhá, švábi jsou při ní spojeni v oblasti zadečku (hlavy od sebe). U tohoto řádu jsou spermie přenášeny formou spermatoforu. V průběhu prvního dne embryonálního vývoje se v genitální komoře z produktu přídatných žláz vytvoří tzv. ootéka, což je ochranný obal okolo skupiny vajíček. Počet vajíček v jednotlivé ootéce je druhově závislý (pohybuje se od několika málo kusů až po několik desítek), počet ooték je taktéž druhově závislý a pohybuje se od několika kusů (např. rus domácí má běžně tři) po několik desítek (např. šváb americký jich má mezi 55 a 60). Ootéky švábů jsou druhově rozdílné tvarem, velikostí i zabarvením. V ootéce švábů jsou vajíčka vždy ve dvou řadách. Ootéka může být zcela ukryta v těle samičky anebo jí část vyčnívá ze zadečku.
Příslušníci tohoto rodu kladou celou ootéku, kterou umisťují na místo příznivé pro další vývoj, přičemž některé druhy ji i zahrabávají. Doba kladení ootéky je druhově rozdílná a pohybuje se od řádu hodin po jejím vytvoření (šváb obecný) až po dobu několik týdnů, kdy již dochází k líhnutí nymf (např. rus domácí až po 24 dnech). Doba vývoje vajíček je u švábů druhově závislá a pohybuje se od tří do patnácti týdnů, což je na hmyz velmi dlouhý embryonální vývoj.
Nymfy se svojí stavbou podobají dospělcům, častá je barevná odlišnost. Během jednotlivých svlékání nymfám přibývá počet článků tykadel a zvyšuje se počet cerků, křídla se objevují až v pozdních stadiích vývoje. Počet vývojových stadií je druhově odlišný. Vývoj nymf švábů se pohybuje od dvou do osmnácti měsíců, k odlišnostem dochází nejen druhově, ale i v rámci jednotlivých druhů a to v závislosti na pohlaví a na teplotních podmínkách. Takové rozdíly mohou být značné a běžně se udávají několikaměsíční rozpětí. Zajímavou skutečností je, že v laboratořích se zjistilo, že nymfy švábů chované kolektivně se vyvíjejí výrazně rychleji než samostatná nymfa (rozdíl může být i dvojnásobný).

## Způsob života
Švábi jsou rozšířeni po celém světě, největší počet druhů žije v tropech a subtropech. Většina zástupců tohoto řádu jsou všežravci, kteří mají velký význam při rozkladu organické hmoty a jsou důležitou součástí potravního řetězce. Většina druhů žijících ve volné přírodě je aktivní ve dne, zatímco synantropní druhy jsou aktivní v noci. Příslušníci tohoto řádu jsou rychlí a dobří běžci, nepatří mezi dobré letce a létání využívají jen na krátké vzdálenosti. Švábi jsou schopni vnímat i velmi malé otřesy a tlakové vlny.
Švábi patří mezi nejodolnější a nejpřizpůsobivější hmyz, což je využíváno v laboratořích. Jedinci vydrží až měsíc bez vody a tři měsíce bez potravy. Přežijí také asi desetkrát vyšší dávku radioaktivního záření než člověk. Jejich nervový systém není centrální; proto když šváb přijde o hlavu, nezemře v důsledku zranění, ale hlady.
Šváb americký dosahuje rychlosti až kolem 5,4 km/h a patří tak k nejrychlejším po zemi se pohybujícím zástupcům bezobratlých živočichů.

## Dělení
Švábi se dále dělí do sedmi nižších taxonů (Blaberidae, Blattellidae, Blattidae, Cryptocercidae, Isoptera, Corydiidae a Nocticolidae). Ve starší literatuře se lze setkat s jejich zařazením do řádu rovnokřídlí, podle novějších výzkumů je ale skoro jisté, že jejich sesterskou skupinou jsou kudlanky, dříve se dokonce uvažovalo o vnitřním postavení kudlanek v rámci švábů.

## Druhy švábů v Česku
V Česku se volné přírodě vyskytuje 5 druhů švábů. Dalších 6 druhů je zavlečených a přežívá zimu jen ve vytápěných prostorách. Jediný v Česku chráněný šváb je rusec Ectobius erythronotus nigricans jako zranitelný.
Druhy žijící ve volné přírodě:
- rusec laponský – Ectobius lapponicusius
- rusec lesní – Ectobius sylvestris
- rusec – Ectobius erythronotus nigricans
- šváb lesní český - Ectobius blanskus aruncus
- rusec plamatý – Phyllodromica maculata
- rusec síťnatokřídlý – Phyllodromica megerlei

Druhy zavlečené a nevyskytující se volné přírodě:
- šváb obecný – Blatta orientalis
- šváb americký – Periplaneta americana
- šváb australský – Periplaneta australasiae
- šváb hnědý – Periplaneta brunnea
- rus domácí – Blatella germanica
- šváb hnědopruhý – Supella longipalpa